# CATIA
A CATIA (Computer Aided Three Dimensional Interactive Application) egy több platformon működő gépészeti tervező szoftver, melyet a francia Dassault Systèmes fejleszt. A C++ programnyelven íródott szoftver fejlesztését az 1970-es években kezdték. Kezdetben a Dassault Mirage 2000 repülőgépeinek tervezéséhez használt speciális szoftver volt, később más területekre (például hajóépítés, autógyártás stb.) is adaptálták.

## Történet
A CATIA az Avions Marcel Dassault repülőgépgyártó belső fejlesztésként indult 1977-ben, a akkor használt CADAM lecserélésére (melyet később megvásároltak és integráltak). A belső célokra fejlesztett szoftver értékesítését az IBM-mel 1981-ben kezdték meg.